# کاتالیزور
کاتالیزور (به فرانسوی: Catalyseur) یا کاتالیست (به انگلیسی: Catalyst) یا کاتالیزگَر یا واکُنش‌یار،ماده‌ای است که اگر به مخلوط واکنشی افزوده شود، سرعت رسیدن ماده به حالت تعادل در سامانه را، بدون آنکه خود دستخوش تغییر شیمیایی پایدار شود، تغییر می‌دهد و معمولاً آن را افزایش می‌دهد. کاتالیزورها ممکن است همگن یا ناهمگن باشند ولی معیارهای زیر در تمامی آنها صدق می‌کند:
- اگرچه کاتالیزور می‌تواند بر سرعت واکنش اثر گذارد، اما نمی‌تواند موقعیت تعادل را در یک واکنش برگشت‌پذیر تغییر دهد.
- به‌طور نظری، کاتالیزور را می‌توان بدون آنکه دستخوش تغییر شیمیایی شود در پایان واکنش به‌دست‌آورد، هرچند ممکن است از لحاظ فیزیکی تغییر کرده باشد.

https://doi.org/10.22037/afb.v11i1.43668

## تعریف کاتالیزور و کاربرد
کاتالیزورها مواد شیمیایی هستند که در فرایندهای شیمیایی باعث افزایش سرعت واکنش می‌شوند. شناخت عمیق از فاکتورهای تبدیل شیمیایی در هر واکنش تبدیلی و ایجاد شرایط بهینه باعث افزایش بازدهی و عملکرد واحد و به طبع آن باعث صرفه جویی اقتصادی می‌شود. کاتالیست در هر واکنش شیمیایی که سرعت و شرایط بهینه مورد نظر باشد کاربرد دارند.

## کاربرد کاتالیزورها
1. نفت و گاز: عمده‌ترین مصرف کاتالیزورها در صنعت نفت در دو فرایند کراکینگ (شکستن مولکول‌های درشت به کوچک) و رفرمینگ (دوباره بازآرایی و ترکیب مولکول‌هایی برای تولید) می‌باشد. در صنعت نفت بیشتر از کاتالیزورهای زیگلرناتا، کاتالیزورهای فلزی و ارگانومتالیک استفاده می‌شود.
2. واحدهای پتروشیمی: فرایندهای کاتالیزوری در این مورد نسبت به فرایندهای صنعت نفت، حجم خیلی کمتری را اشغال می‌کنند ولی محصولات فوق‌العاده مهم و بسیار متنوعی تولید می‌کنند مانند تولید پلی اتیلن و اتیلن، تولید پروپین، هیدروژن زدایی از پارافین‌های خطی، تولید سیکلو هگزان
3. مبدل‌های کاتالیزوری اتومبیل: در این بخش به صورت مستقیم و غیر مستقیم استفاده می‌شوند. در اگزوز اتومبیل‌ها بستری از فلزات جامد مثل Pt روی پایه آلومینات قرار گرفته و هیدروکربن‌های مضر مثل CO و غیره را جذب می‌کند.

## مکانیسم واکنش‌های کاتالیزوری
کاتالیزور تنها واکنش‌هایی که از نظر ترمودینامیکی انجام می‌شوند را سرعت می‌بخشد.
کاتالیزور در مرحله اول واکنش مصرف و در مرحله بعد تولید می‌شود و فقط راه تازه برای پیشرفت واکنش می‌گشاید.

## ویژگی‌های یک کاتالیزور خوب
- فعالیت بالایی داشته باشد
- مساحت سطح بالایی داشته باشد.
- گرمای جذب سطحی آن متوسط باشد.
- مقاومت مکانیکی بالایی داشته باشد
- پودر نشود
- ساییده نشود
- تغییر آرایش ندهد
- عملکرد مناسب در دماهای عملیاتی داشته باشد
- خاصیت گزینش پذیری
- محصولات جانبی کم باشد
- عمر مفید بالایی داشته باشد

## کاتالیزورهای همگن و ناهمگن
در کاتالیزورهای همگن، ماده‌ای که به عنوان کاتالیزور به کار می‌رود با مواد واکنش دهنده در یک فازند؛ ولی در یک کاتالیزور ناهمگن یا کاتالیزور سطحی، مواد واکنش دهنده و کاتالیزور در دو فاز مجزا در کنار هم هستند و واکنش در سطح کاتالیزور صورت می‌گیرد. نمونه‌ای از کاتالیزور همگن در فاز گازی اثر کلر در تجزیه دی نیتروژن اکسید است. گاز دی نیتروژن اکسید در دمای اتاق گاز نسبتاً بی اثری است؛ اما در دماهای نزدیک به صد درجه طبق معادله زیر تجزیه می‌شود
2N2O(g) ⟶ 2N2 (g) + O2 (g)

## کاتالیزورهای مرغوب و نامرغوب
کاتالیزورها به دو نوع مرغوب و نامرغوب تقسیم می‌شوند. کاتالیزور مرغوب کاتالیزوری است که فقط اجازه تشکیل یک نوع محصول را بدهد و اگر در حضور کاتالیزور محصولات متفاوتی امکان تشکیل داشته باشند آن کاتالیزور، نامرغوب تلقی می‌شود. فعالیت کاتالیزورها عمدتاً بسیار اختصاصی است. در پاره‌ای موارد کاتالیزور معین موجب سنتز محصولات کاملاً متفاوت دیگری از همان مواد می‌شود. البته در این موارد امکان وقوع هر دو واکنش از لحاظ ترمودینامیکی میسر است مثلاً کربن مونوکسید و هیدروژن برهم اثر می‌کنند و بسته به شرایط واکنش و نوع کاتالیزور مصرف شده محصولات بسیار متنوعی ایجاد می‌کنند. اگر کبالت یا نیکل به عنوان کاتالیزور به کار برده شود، مخلوطی از هیدروکربن‌ها را به وجود می‌آورد. در اینجا نیکل به عنوان یک کاتالیزور نامرغوب عمل می‌کند.
CO(g) + 3H2 (g) ⟶ CH4 (g) + H2O
و اگر مخلوطی از روی و اکسید کرم به عنوان کاتالیزور مصرف شود از واکنش متانول تولید می‌شود.
CO(g) +2H2 (g) ⟶ CH3OH(g)
برای این واکنش نیکل یک کاتالیزور مرغوب است. کاتالیزور مرغوب کاتالیزوری است که انتخابی عمل کند.

## غیرفعال شدن کاتالیزور
کاتالیزورها دارای عمر مفید و معین هستند و با گذشت زمان از فعالیت و تأثیر آن در واکنش کاسته می‌شود یعنی نقاط فعالی روی کاتالیزور وجود دارد که این نقاط به مرور زمان مسموم می‌شوند.
مسمومیت می‌تواند:
- ایجاد لایه ضخیم از ماده واکنش دهنده بر روی کاتالیزور دهد.
- باعث تغییر آرایش بلوری کاتالیزور شود.
- باعث جذب ناخالصی‌ها در نقاط فعال شود.

## فرایند تصفیه با هیدروژن
فرایند تصفیه در پالایش نفت دارای اهمیت زیادی است. به علت گرانی هیدروژن این روش تا مدت‌ها توسعه چندانی نیافته بود؛ ولی از زمانی که توانستند هیدروژن ارزان قیمت از واحد رفرمینگ به‌دست بیاورند در پالایشگاه‌ها گسترش یافت.
هدف عملیات تصفیه با هیدروژن حذف یا کاهش ترکیبات گوگردی، نیتروژن‌دار و اکسیژن‌دار فلزات و ترکیبات سیر نشده است.
کاتالیزورهایی که در عملیات تصفیه با هیدروژن به کار می‌روند اکسیدها یا سولفیدهای فلزاتی چون Co,Ni,Fe بر روی پایه اکویین می‌باشند.
کاتالیزور انتقال فاز یا PTC
کاتالیزوری است که انتقال واکنش‌دهنده را از یک فاز به فاز دیگری که در آن واکنش رخ می‌دهد، تسهیل می‌کند. کاتالیز انتقال فاز شکل خاصی از کاتالیز است و بسته به کاتالیزور مورد استفاده می‌تواند از طریق روش‌های کاتالیز همگن یا کاتالیز ناهمگن عمل کند.
با استفاده از فرایند PTC، می‌توان به واکنش‌های سریع‌تری دست یافت، تبدیل‌ها یا بازده‌های بالاتری به دست آورد، محصولات جانبی کمتری تولید کرد، نیاز به حلال‌های گران‌قیمت یا خطرناک را که همه واکنش‌دهنده‌ها را در یک فاز حل می‌کنند، از بین برد، نیاز به مواد خام گران‌قیمت را برطرف کرد یا مشکلات ضایعات را به حداقل رساند.
انواع
کاتالیزورهای انتقال فاز برای واکنش‌دهنده‌های آنیونی اغلب نمک‌های آمونیوم چهارتایی هستند. کاتالیزورهای مهم تجاری عبارتند از بنزیل تری اتی اتیل آمونیوم کلرید، متیل تری آکریل آمونیوم کلرید و متیل تری بوتیل آمونیوم کلرید. نمک‌های آلی فسفونیوم نیز استفاده می‌شوند، به عنوان مثال، هگزادسیل تری بوتیل فسفونیوم بروماید. نمک‌های فسفونیوم دماهای بالاتری را تحمل می‌کنند، اما نسبت به پایه ناپایدار هستند و به اکسید فسفین تجزیه می‌شوند.
به عنوان مثال، واکنش جایگزینی نوکلئوفیلیک محلول آبی سیانید سدیم با محلول اتری ۱-بروموکتان به آسانی رخ نمی‌دهد. 1-bromooctane در محلول آبی سیانید محلول ضعیفی دارد و سیانید سدیم به خوبی در اتر حل نمی‌شود. با افزودن مقادیر کمی هگزادسیل تریبوتیل فسفونیوم بروماید، یک واکنش سریع به دست می‌آید و نونیل نیتریل می‌دهد.
- کاتالیز
- کاتالیزگر زیگلر-ناتا
- مبدل کاتالیست